# ワッフル・ハウス指数
ワッフル・ハウス指数（ワッフルハウスしすう、Waffle House Index）は、アメリカ合衆国連邦緊急事態管理庁 (FEMA) が考案した、非公式の重要業績評価指標である。ハリケーンなどの災害の程度を示す。2011年ジョプリン竜巻の被害の際、アメリカのレストランチェーンワッフル・ハウスが、限定メニューながらもいち早く復旧したことから考案された。

## 発祥
この語句は、FEMAの長官、クレイグ・ヒューゲイトが2011年5月に発言したものである。ヒューゲイトは、共和党員ながらも災害・テロの経験手腕を買われ、2009年に大統領に就任したばかりの民主党出身バラク・オバマから、FEMAの長官に任命された人物である。
ヒューゲイトは、2011年5月22日に複数の竜巻が同時発生してEF5クラスの激甚な被害があった後、被災地ジョプリンでワッフル・ハウスの2つの店舗が営業を続けたことを知り、FEMAの職員に対して「被災地でワッフル・ハウスが営業しているかどうか確認しろ。営業していないようなら大問題だ。そこが君たちの仕事場だ」と語っている。

## 内容
ワッフル・ハウス指数は3段階に区分されている。ワッフル・ハウスで提供されているメニューで判断する。
 グリーン 全てのメニューを注文できる。レストランの被害は少なく、災害被害も小さいことを意味する。
 イエロー 限定メニューになっている。電力不足、材料不足などの原因が考えられる。
 レッド レストランは閉店している。被害甚大である。
ミズーリ州にあるオーリン・ビジネス・スクールの教授、パノス・クーベリスは、ワッフル・ハウスに限らず、ザ・ホーム・デポ、ウォルマート、ロウズといったアメリカ南部のチェーン店は、ハリケーンのような激甚災害対策の経験が豊富であり、リスクマネジメントと防災も利益確保のための重要な要素である。これらの店舗は災害を想定した限定メニューと、そのための最低限の準備をしているため、ワッフル・ハウス指数が「レッド」に達することは少ない、と語っている。
ワッフル・ハウス指数は、通常の気象情報、つまり風速、降雨量、あるいはサファ・シンプソン・ハリケーン・スケールなどの補足として利用される。